# クーアヘッセン＝ヴァルデック福音主義教会
クーアヘッセン＝ヴァルデック福音主義教会（クーアヘッセン＝ヴァルデックふくいんしゅぎきょうかい、ドイツ語:  Evangelische Kirche von Kurhessen-Waldeck ）(EKKW)は、ドイツ福音主義教会 (EKD)に加盟する20の福音主義州教会の1つである。他の州教会と同様に、クーアヘッセン＝ヴァルデック福音主義教会 (EKKW)も公法上の社団である。州教会の本部はヘッセン州カッセルにある。この州教会には約767.000人の教会員と756の教会共同体が属している (2020年12月現在)。クーアヘッセン＝ヴァルデック福音主義教会 (EKKW)はルター派と改革派教会による合同教会であり、福音主義合同教会 (UEK)に加盟している。
州教会監督が説教をする首座教会はカッセルにあるマルティンス教会である。この州教会はカッセル郡ホーフガイスマーにあるシェーンブルク城に研修施設である福音主義アカデミーを置いている。

## 州教会管轄地域
クーアヘッセン＝ヴァルデック福音主義教会 (EKKW)の管轄地域はドイツ連邦共和国 ヘッセン州のおおむね北部と東部地域、および飛び地としてシュマルカルデン地方 (テューリンゲン州)である。言い換えると、1866年まで存続していたヘッセン選帝侯国 ( 飛び地シュマルカルデン教会地区を含む )、並びに同様に1929年時点でヴァイマル共和国 プロイセン自由州ヘッセン＝ナッサウ県に組み込まれる前の選帝侯国領、加えてヴァルデック侯国も含んでいた。この州教会管轄地域はローマ・カトリック教会フルダ司教区のかなりの部分、パーダーボルン大司教区内ヴァルデック管轄区に該当する。
個別の教会共同体における信仰告白に関して、カッセル周辺のニーダーヘッセン地域においてはフランス改革派教会 を含む改革派教会、マールブルク周辺のオーバーヘッセン地域においてはルター派教会、ハーナウ地域においては合同教会が多い。

## 歴史
クーアヘッセン＝ヴァルデック福音主義教会 (EKKW)は、1934年に2つの独立した州教会が合同したことによって成立した。それはヘッセン＝カッセル福音主義州教会とヴァルデック福音主義州教会による合同であった。この2つの州教会にはそれぞれの歴史を有していた。

### ヘッセン＝カッセル福音主義州教会

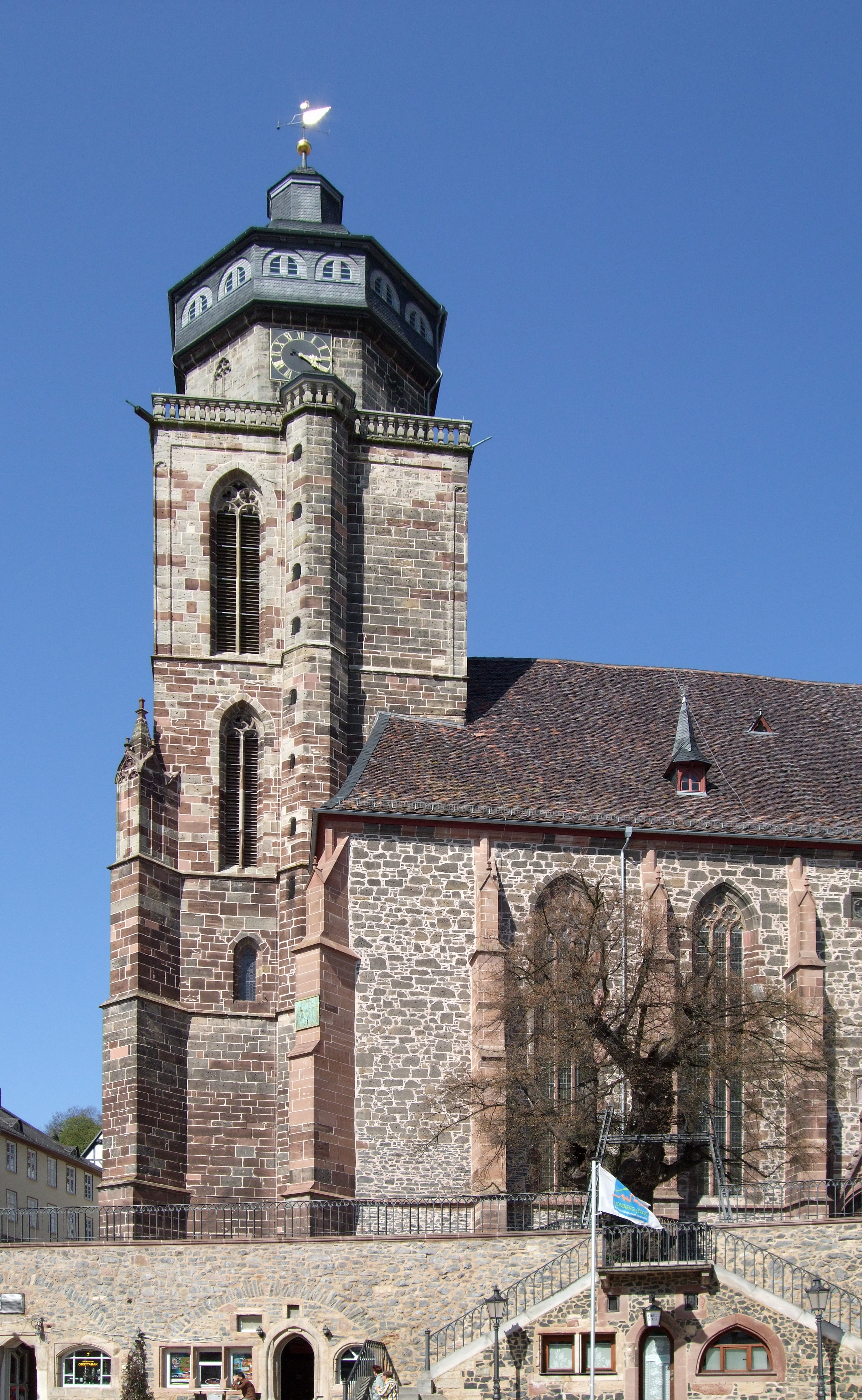
ホムベルク聖マリエン・
シュタット教会 1526

ヘッセン＝カッセル福音主義州教会はヘッセン選帝侯国の歴史と分かちがたく結びついている。ヘッセン選帝侯国はヘッセン方伯領から1567年に分かれることで成立していた。フィリップ1世 (ヘッセン方伯) によって、ルター派の信仰告白が導入されたが、モーリッツ (ヘッセン＝カッセル方伯) （在位：1592年 - 1627年）によって、カッセル地区では改革派教会の信仰告白が導入された。ただ、マールブルク地区において、ルター派信仰告白が依然として維持された。その後のハーナウ＝ミュンツェンベルク伯爵領の併合により、合同教会の信仰告白を奉じる地域が加わった。その結果、信仰告白に関する対立が生じ、とりわけ、1866年にヘッセン選帝侯国がプロイセン王国に併合され、その対立は激しくなった。
1873年、ヘッセン選帝侯国 (クーアヘッセン) のカッセル、マールブルク、ハーナウの3つの領邦教会は一つに統合された。
ヘッセン＝カッセル領邦教会のトップは1866年までヘッセン選帝侯であった。その後、プロイセン王国に併合され、教会の上位聖職者はプロイセンと同様に地区長Superintendent、総地区長Generalsuperintendentと呼ばれることになった。1873年以降、最高位聖職者として3人の総地区長が置かれた。その3人はそれぞれルター派、改革派教会、合同教会を代表していた。領邦教会最高宗務局はカッセルに置かれ、最高宗務局長によって領邦教会は管理されていた。
第1次世界大戦後、君主制が終焉すると同時に、領邦君主による教会統治(summus episcopus)も終了した。1924年、州教会規則が制定された。宗務局は州教会事務局になり、事務局長が最高責任者になった。しかしながら、ハーナウのような合同教会信仰告白によって州教会内教会共同体が一本化されることはなかった。今日、クーアヘッセン＝ヴァルディク州教会内の教会共同体は、ルター派教会、改革派教会、合同派教会という教派名称で信仰告白を表現しており、単に福音主義教会と名乗っている教会共同体も存在している。
1934年 6月12日、ヘッセン＝カッセル福音主義州教会はヴァルデック福音主義州教会を統合した。

### ヴァルデック福音主義州教会
ヴァルデック福音主義州教会はヴァルデック侯国の領邦教会であった。17世紀にピルモント伯領（現在はニーダーザクセン州ハーメルン＝ピルモント郡に属する）がヴァルデックに併合された。宗教改革時、ヴァルデック侯国にはルター派信仰告白が導入されが、3つの改革派教会共同体が存在していた。1821年、ルター派教会と改革派教会による教会合同がおこなわれた。1867年、ヴァルデック侯国がプロイセン王国に併合されたが、領邦教会の独立は維持された。その結果、ヴァルデック領邦教会宗務局はヴァルデック伯によって指導される体制が存続していた。
第1次世界大戦後、君主制が廃止され、ヴァルデックでも領邦君主による教会統治は終焉した。1921年、ヴァルデック＝ピルモント自由国の州教会であるヴァルデック福音主義州教会は新しい教会規則を制定した。1922年からピルモント地域がプロイセン自由州ハノーファー県に含められた。1929年、残りの地域がヘッセン＝ナッサウ県に組み込まれた。1934年、ナチス政権の下でヴァルデック福音主義州教会はヘッセン＝カッセル福音主義州教会に併合された。
ヴァルデックにあった3つの教会地区が１つの教区にまとめられた。第2次世界大戦後、ベルンハルト・フォン・ハラーが教会教区長に就任した。1976年、ヴァルデック教会地区がマールブルク教区に組み込まれた。

### 1926年から1945年まで

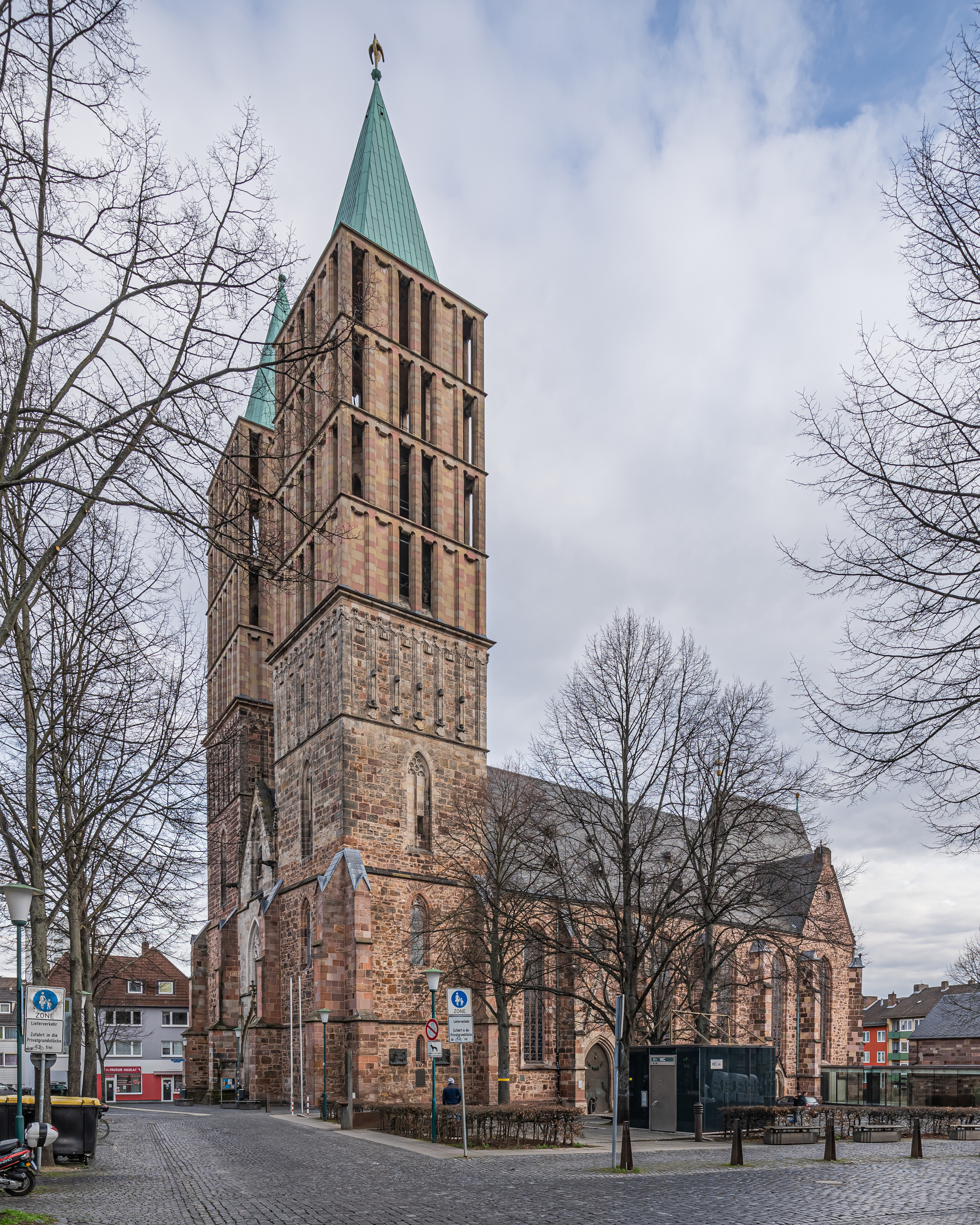
首座教会であるマルティンス
教会(カッセル)

1933年夏、ナチ党NSDAPの教会内党派としてドイツ的キリスト者がドイツ全土の福音主義教会において政治力を持つに至り、ヘッセン＝カッセルとヴァルデックの福音主義州教会総会においても多数派になった。ドイツ的キリスト者はナチ党組織に合致させることを目指して教会運営を行おうとした。1934年6月、ヘッセン＝カッセル福音主義州教会総会はヴァルデック福音主義州教会を統合することを決定した。なお、ピルモント地区はハノーファー福音ルター派州教会への統合が完了しており、ヴァルデック福音主義州教会から離れていた。同様に、シャウムブルク郡の福音主義教会も1932年の段階でハノーファー州教会に統合されていた。新しく再編成された州教会はクーアヘッセン＝ヴァルディクという名称で呼ばれることになった。なお、両州教会の統合を決議した州教会総会にはヴァルデック側の代表は統合に反対する恐れがあると見なされ、会場外に留め置かれていた。
1926年の段階で、ヘッセン州内にあるヘッセン福音主義州教会、フランクフルト・アム・マイン福音主義州教会、ナッサウ福音主義州教会とのさらなる教会統合を目指したプラン(「マールブルク協議会」)が提起されていたが、実施されなかった。この3つの州教会はクーアヘッセン＝ヴァルディク州教会とは別に、ナッサウ＝ヘッセン福音主義州教会として1933年に統合された ( 現在のヘッセン＝ナッサウ福音主義教会)。
1934年 7月3日、旧ドイツ福音主義教会 (DEK)は全ドイツの福音主義教会における全権委任措置導入を断念した。その後、マールブルク大学ハンス・フォン・ゾーテン教授の下でこの地域においても告白教会が形成された。

### 1945年以降
第2次世界大戦後、緊急総会がトライザ (現在のシュヴァルムシュタット)で開催され、州教会監督職が新たに創設され、州教会行政業務の指導監督と結びつけられた。クーアヘッセン＝ヴァルデック福音主義教会は最初の州教会監督に告白教会に属していたアドルフ・ヴュステマンを選出した。
クーアヘッセン＝ヴァルデック福音主義教会は、ドイツ福音主義教会 (EKD)の結成を支援し、1948年に制定されたEKD教憲に賛成した。1951年、最初の州教会讃美歌集である福音主義教会讃美歌集 (Evangelische Kirchengesangbuch)を編集し導入した。引き続き使われた州教会讃美歌集は1994年に改訂された。合同礼拝式文は1968年に発行され、1999年には改訂された。1960年、ヘッセン州にある他の州教会と共に、ヘッセン州政府との間で政教協約を結んだ。そこには州教会の独立性が担保されると同時に、公的責任を負うことも明記されている。
1961年末、州教会総会は女性の牧師任職を可能にし、1962年に最初の女性牧師が誕生した 。
1967年、クーアヘッセン＝ヴァルデック福音主義教会は州教会教憲を制定した。1973年、ロイエンベルク合意 (相互聖餐承認)に同意した上で署名し、欧州福音主義教会共同体に加盟した。

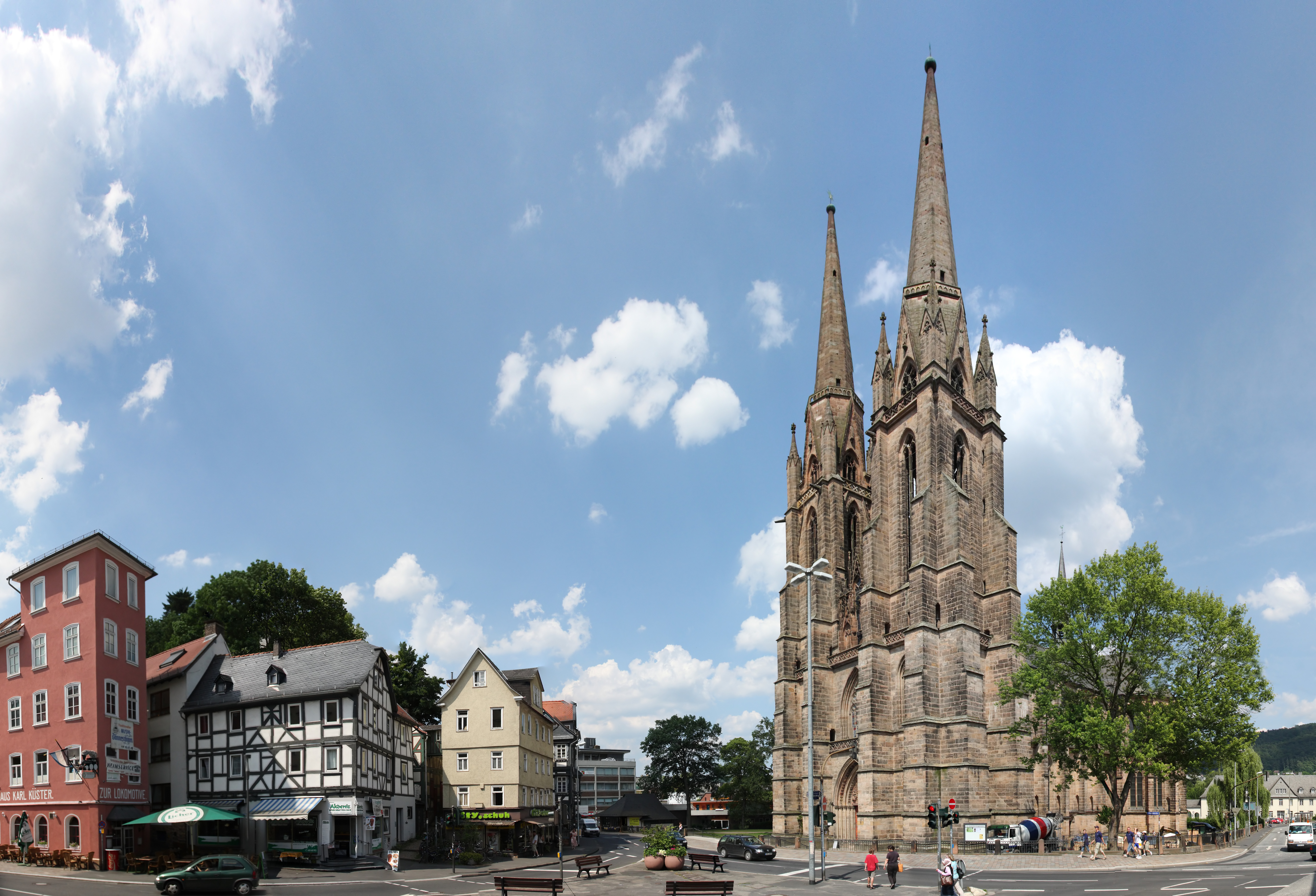
マールブルクエリザベート教会

テューリンゲン地方のシュマルカルデン地域は1584年以降、ヘッセン選帝侯国に属していた。1945年以降、東ドイツ テューリンゲン州に属することになったが、教会地区はクーアヘッセン＝ヴァルデック福音主義教会に属したままであった。1970年、シュマルカルデン教会地区はテューリンゲン福音ルター派教会に属することになった。1990年初め、教会地区総会がテューリンゲン福音ルター派教会から離脱することを決め、翌年1991年、この地域の福音主義教会はクーアヘッセン＝ヴァルデック福音主義教会シュマルカルデン教会地区に属することになった。
2018年、礼拝式において同性結婚への祝福を可能する決定を州教会総会はおこなった。

## 州教会の指導と運営

### 霊的指導

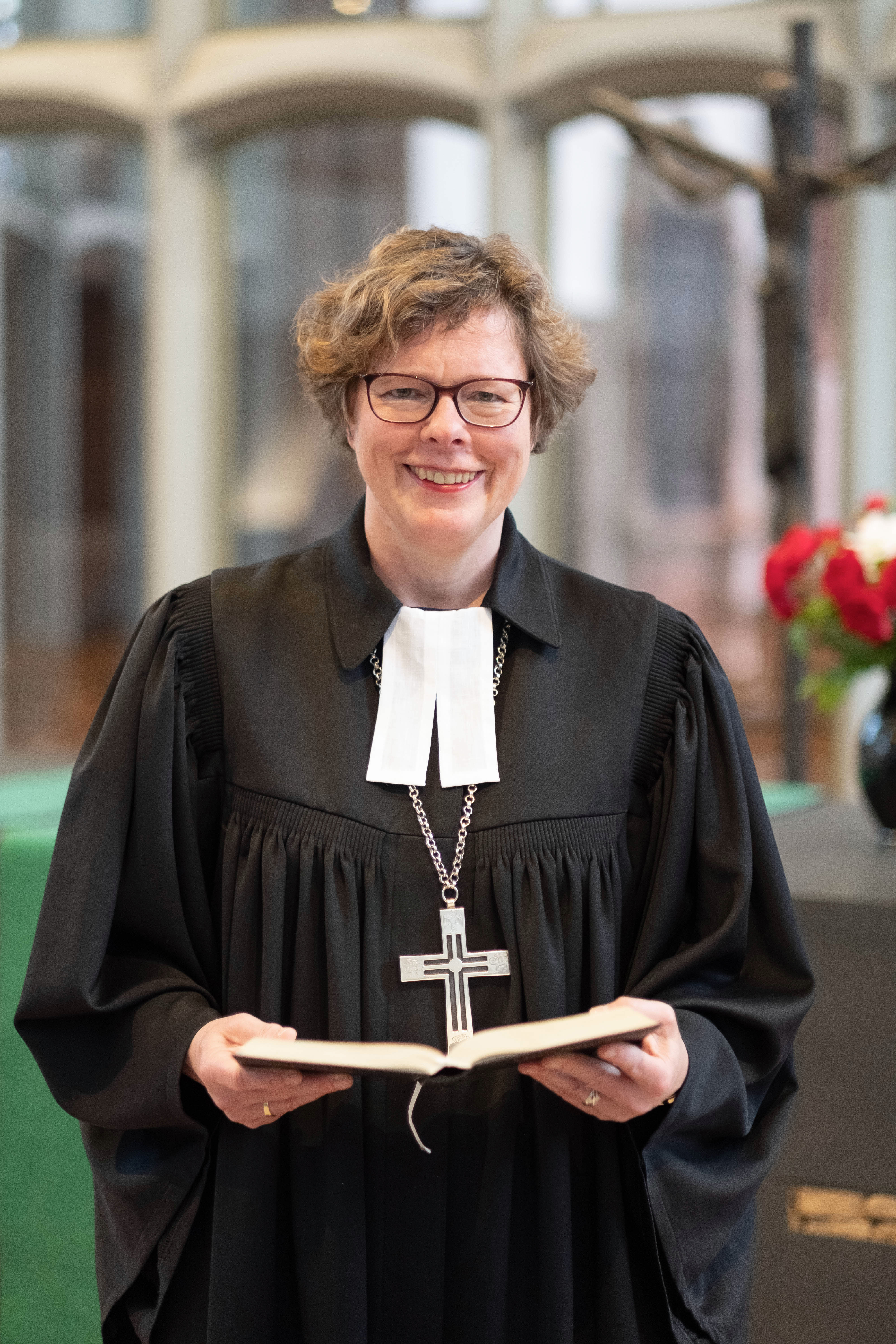
クーアヘッセン＝ヴァルデック福音主義教会ベアテ・ホフマン監督

クーアヘッセン＝ヴァルデック福音主義教会のトップは監督であり、州教会総会から終身任期で選出される。州教会監督は州教会を公的に代表する存在であり、州教会総会と共に州教会において最終的責任を担う。クーアヘッセン＝ヴァルデック福音主義教会監督は65歳を過ぎると、通例、引退する。
1934年6月－1934年12月：カール・テース、ドイツ的キリスト者出身
1935–1945: フリードリヒ・ハッピヒ、州教会常任委員会議長 Vorsitzender des Landeskirchenausschusses
1945–1963: アドルフ・ヴュステマン、州教会監督Landesbischof
1963–1978: エーリヒ・ヴェルマー、州教会監督 Landesbischof
1978–1991: ハンス＝ゲルノット・ユング、州教会監督 Landesbischof
1991–1992: エアハルト・ギースラー、監督補佐による代行
1992–2000: クリスティアン・ツィパート、州教会監督
2000–2019: マルティン・ハイン、州教会監督
2019–0000: ベアテ・ホフマン、州教会監督

### 州教会総会
クーアヘッセン＝ヴァルデック福音主義教会には議会としての州教会総会が存在し、78人の総会議員が属している。その大部分は信徒であり、教会地区から6年の任期で選出される。さらに、州教会監督、法律、神学担当の監督補佐、３つの管区長、福音主義セミナー所長が選出される。州教会常議員会は12人のメンバーを州教会総会代議員から選ぶ。その際、最低限8人は信徒から選ばなければならない。常議員の任職に際して、教憲に従い、この世における教会の職務に尽くし、働くことを宣誓する。
州教会総会議長はプレゼスPräsesと呼ばれ、2022年5月5日の総会でミヒャエル・シュナイダーが選出されている。
州教会総会は通常、年に2回開催される。その任務は政治の世界における議会に比較し得る。
クーアヘッセン＝ヴァルデック福音主義教会総会は州教会監督を選出し、州教会常議員を選び常議員会が設置される。総会は教会規則を制定、布告し、予算を決定する。州教会総会は教会内諸問題に関して最終的決定を下す。州教会総会は監督、管区長、常議員会、事務局と共に、州教会を運営していく。他の教会運営組織に関して、州教会総会が責任を担う。州教会総会閉会時において、州教会は教会総会によって選出された監督、常議員会によって運営される。

## 州教会運営

### クーアヘッセン＝ヴァルデック福音主義教会の運営と組織構造
クーアヘッセン＝ヴァルデック福音主義教会 (EKKW)事務局が置かれているカッセルに州教会監督は常駐しており、州教会事務局の最高責任者でもある。州教会事務局には神学、法律部門担当を含むコレギウム (評議会)を置いている。神学担当州教会監督補佐は牧師であり、法律部門担当は同時に、州教会事務局次長を兼任する。1923年まで宗務局最高責任者としての宗務局議長が存在していた。宗務局議長が担っていた業務は1948年からは、州教会事務局次長になっている。2006年にフォルカー・クネッペルが州教会事務局次長に就任している。
州教会事務局は州教会の指導と運営を共に担い、課題達成のための教会組織や業務を支えてながら、その業務を監督する。州教会事務局には150人のスタッフが働いている。

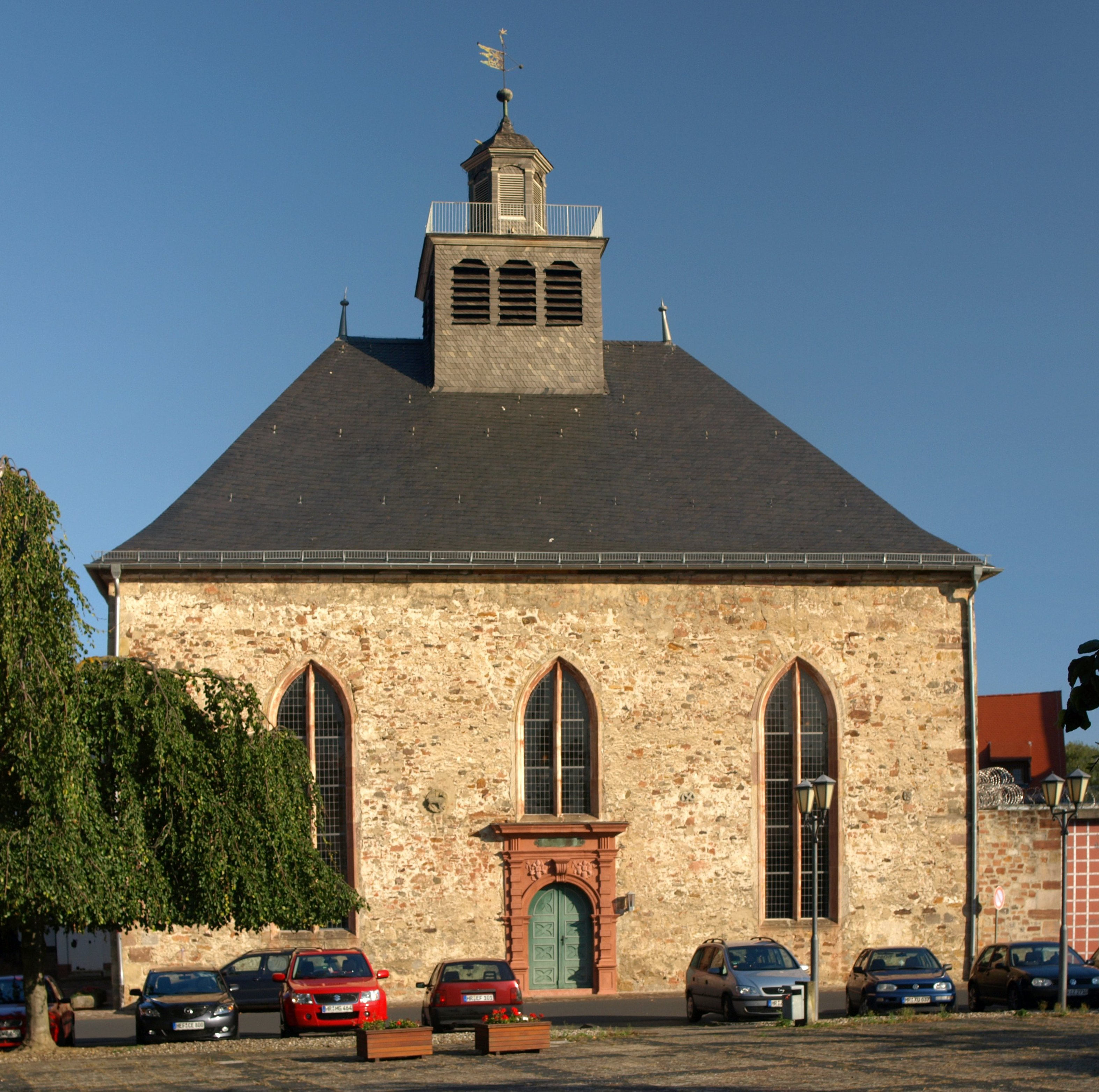
ツィーゲンハイン城教会

州教会監督と州教会事務局と並んで、教会運営と指導をおこなう連絡機構として州教会常議員会が置かれている。州教会監督が常議員会議長になり、常任職としての監督補佐と州教会総会議長がいる。他に8人の常議員が州教会総会から選ばれるが、6人は信徒、2人は牧師になる。総会閉会時において、必要に迫られた場合、常議員会は法規指示を布告する。
地域に展開している教会共同体 (Kirchengemeinde)が州教会の土台である。同時に、教会共同体は公法人上の社団であり、そこには選ばれた教会役員と牧師がいる。教会の役員たちは任期6年で教会共同体に属する教会員たちから選ばれる。一部の教会共同体には長老と呼ばれる役員が長い任期で選ばれる。しかしながら、現状では長老を選ぶ教会共同体は例外的存在になっている。
複数の教会共同体によって「教会地区」が形成される (ヘッセン州において郡に相当する)。教会地区のトップは地区長 (Dekan)である。教会地区も公法人上の社団であり、議決機関として地区総会を有している。地区総会の代議員たちは教会共同体の代表役員たちから選出されるが、教会共同体の役員とは異なる権限を持つ。2019年まで、24の教会地区があったが、その後統合されて教会地区の数は14に減少した。
複数の教会地区によって「教会管区」が形成される(ヘッセン州において行政管区に相当する)。教会管区のトップは管区長 (Propst)である。なお、教会管区には議決機関としての議会は存在しない。3つの教会管区が集まって、州教会を形成している。
クーアヘッセン＝ヴァルデック福音主義教会青年フォーラムは州教会の青少年組織である。この組織は14歳から27歳までの青少年の利益を代表し、青少年からの問いかけに対応する。さらに、青年フォーラムは代表を州教会総会に派遣し、ドイツ福音主義ユーゲント活動共同体 (aej)とヘッセン州福音主義ユーゲント (EJH)にも加わっている。

### 教会管区と教会地区一覧表
教会地区における教会員数は2015年現在の数値である。
| 教会地区                           | 本部所在地             | 教会管区                | 教会共同体 | 教会員数             |
| ---------------------------------- | ---------------------- | ----------------------- | ---------- | -------------------- |
| エーダー                           | フランケンブルク       | マールブルク            | 053        | 043.097 (2019年現在) |
| フルダ                             | フルダ                 | ハーナウ-ヘルスフェルト | 027        | 044.000              |
| ハーナウ                           | ハーナウ               | ハーナウ-ヘルスフェルト | 026        | 073.714              |
| ヘルスフェルト＝ローテンブルク     | バート・ヘルスフェルト | ハーナウ-ヘルスフェルト | 073        | 074.875              |
| ホーフガイスマー－ヴォルフハーゲン | ホーフガイスマー       | カッセル                | 071        | 065.000              |
| カッセル独立市                     | カッセル               | カッセル                | 022        | 078.805              |
| カウフンゲン                       | カウフンゲン           | カッセル                | 035        | 068.400              |
| キンツィヒタール                   | シュリュヒテルン       | ハーナウ-ヘルスフェルト | 031        | 066.000              |
| キルヒハイン                       | ケルベ                 | マールブルク            | 035        | 041.913              |
| マールブルク                       | マールブルク           | マールブルク            | 027        | 048.000              |
| シュマルカルデン                   | シュマルカルデン       | ハーナウ-ヘルスフェルト | 017        | 024.000              |
| トヴィステ-アイゼンベルク          | コルバッハ             | マールブルク            | 060        | 038.300              |
| ヴェラ＝マイスナー                 | エシュヴェーゲ         | カッセル                | 116        | 060.000              |
| シュヴァルム＝エーダー             | シュヴァルムシュタット | マールブルク            | 181        | 117.000              |

### 教会共同体
クーアヘッセン＝ヴァルデック福音主義教会は756の教会共同体によって構成されている。

## クーアヘッセン＝ヴァルデック福音主義教会（EKKW）礼拝式文
礼拝の概念はギリシャ語の"λατρεία"（ラトリア）に由来し、神による奉仕が語源になる。福音主義の礼拝はローマ・カトリック教会のミサとは異なる強調点を持つ。1996年に改訂されたクーアヘッセン＝ヴァルデック福音主義教会の礼拝式文は福音主義教会の伝統的礼拝式文と新傾向の式文を融合したスタイルである。改定に際して、ドイツ合同福音ルター派教会礼拝式文と福音主義合同教会礼拝式文 を参照している。クーアヘッセン＝ヴァルデック福音主義教会地域の教会共同体は通例、この州教会礼拝式文を用いるが、独自のアレンジを加えることもある。

### 聖餐式の含まない礼拝式文
【礼拝開始と祈り】
- 鐘楼で鐘を鳴らす
- オルガン前奏曲
- 聖霊祈願　
司式者、会衆/通常はマルティン・ルター作詞讃美歌「Komm,Heliger Geist,(来たれ聖霊、わが主) EG156、
讃美歌21・341番に相当」を歌唱。
- 礼拝開始の挨拶
司式者、会衆/神の平和が汝ら全員にあるように。
会衆/アーメン。
あるいは：
司式者、会衆/主が汝らと共にあるように。
会衆/汝の霊と共にあるように。
あるいは：
司式者、会衆/父と子と聖霊のみ名によって。
会衆/アーメン。
司式者、会衆/われらの救いは主のもとにあり。
会衆/主は天と地を創造された。
- 礼拝準備祈祷
司式者/われらは神のそばに近づくことを求めん、われらの感謝、嘆き、怒り、希望を持って、ここに来たらん。
神よ、われらから重荷を取り除き給え。我らがイエスの名によって神の言葉を聞き、祈るならば、新たなる信頼を与え給え。
- 罪の告白：
司式者/聖なる神の前において、我らは思い、言葉、行いにおいて罪を犯したことを告白する。
神の慈悲に頼り、イエスの名において赦しを願う。
会衆/全能の神よ、我らを憐れみたまえ。神は我らの罪を赦し、永遠の生命に入らせたまえ。
司式者/神よ、我らの罪を取り除き、自由の心で汝に仕え、我らの主イエス・キリストによって、神を讃えん。
会衆/アーメン。
- 礼拝開始の讃美歌：司式者・会衆/共に歌唱
- 詩編朗読：　 
司式者牧師・女性牧師/詩編日課朗読
- グロリア・パトリ(栄唱) 
司式者・会衆/父と子と聖霊に栄光あれ、はじめも今も後も、とこしえに。アーメン(歌唱)　
通常はEG 177の曲で歌う。日本では讃美歌21の25番に収録。
- 歎願(キリエに相当)
司式者/ 神により頼みましょう 
会衆/主よ、憐れみたまえ
キリストよ、憐れみたまえ
主よ、憐れみたまえ
- 賛美(グロリアに相当)
司式者/神を賛美しましょう 
会衆/天には栄光、神にあれ、
地には平和、御心に適う人にあれ。

- 主日の祈祷
司式者/我らのために、祈らん。
司式者/主日の祈祷
会衆/アーメン。

【宣教と信仰告白】
- 聖書朗読
- 旧約聖書日課　　
司式者/会衆/旧約聖書日課朗読
- 使徒書聖書日課　　
司式者/会衆/使徒書聖書日課朗読
- ハレルヤ唱(受難節にはアーメンのみ)
会衆/ハレルヤ、ハレルヤ、ハレルヤ（歌唱）
あるいは：会衆/アーメン。
あるいは：沈黙祈祷
あるいは：音楽演奏

- 信仰告白　通常、使徒信条を用いる。
司式者/我らの信仰告白でもって、神を賛美せん。
会衆/われは天地の創造主、全能の父、神を信ず。
神のひとり子、我らの主イエス・キリストを信ず。聖霊により宿り、おとめマリアより生まれ、
ポンテオ・ピラトの下で苦しみを受け、十字架につけられ、死後葬られ、死の国に下られ、三日目に死者からよみがえり、
天に昇られ、全能の父である神の右に座したもう。そこから来られて生ける者と死にたる者を裁きたもう。
我は聖霊を信ず。聖なるキリスト教会、聖徒の結びつき、罪の赦し、死者のよみがえり、永遠のいのちを信ず。
アーメン。

- 主日説教前讃美歌

【説教】
- 説教檀からの挨拶
牧師/神の平和が汝らすべてにあるように。
会衆/アーメン。
あるいは：
牧師/主が汝らと共にあるように。
会衆/御霊と共におられるように。
あるいは：
牧師/平和なる神が汝らすべてと共におられるように(ローマの信徒への手紙第15章33節)。
- 牧師による説教箇所の聖書朗読
- 説教前祈祷
- 説教
- 説教壇からの祝福
牧師/人知を越えた神の平安は、キリスト・イエスにあって、汝らの心と想いを
守りくださる(フィリピの信徒への手紙第４章7節)。
会衆/アーメン。
- 沈黙祈祷
あるいは：オルガン演奏
- 説教後の賛美歌

【祈祷と祝福】
- 席上献金
- 献金感謝祈祷　(通常は1、2のどちらかでおこなう)
1、司式者/天にいます父なる汝が我らに与えた賜物に、我らは感謝せん。この賜物を祝福し、我らを助け給え。
愛という力において、我らの主であるイエス・キリストにより、我らは兄弟、姉妹に仕えん。
２、司式者/この世の創造主である神を讃えん。我らが得たものすべては汝の賜物なり。
我らの感謝のしるしとして、これを受け入れ、愛の奉仕として祝福し給え。主において、栄光は永遠なり。
- 洗礼、結婚、葬儀日程の告知
- 代願祈祷(とりなしの祈り) 
司式者/我らのために祈らん
司式者/代願祈祷(とりなしの祈り) 
会衆/アーメン。
- 主の祈り (聖餐式がなかった場合)
- 賛美歌
- 説教壇からの告示(消息報告、教会行事報告、案内)
- 派遣の言葉
司式者/主の平安のうちに行きましょう！
会衆/神に感謝、永遠に！
- 祝祷
司式者/主があなたを祝福し、あなたを守られるように。
主が御顔をあなたに向けて、あなたを照らして、あなたに恵みを与えられるように。
主があなたに御顔を上げられ、平安を賜りますように！
会衆/アーメン
- オルガン後奏

### 聖餐礼拝式文
【礼拝開始と祈り】
- 鐘楼で鐘を鳴らす
- オルガン前奏曲
- 聖霊祈願　
司式者、会衆/通常はマルティン・ルター作詞讃美歌「Komm,Heliger Geist,(来たれ聖霊、わが主) EG156、
讃美歌21・341番に相当」を歌唱。
- 礼拝開始の挨拶
司式者、会衆/神の平和が汝ら全員にあるように。
会衆/アーメン。
あるいは：
司式者、会衆/主が汝らと共にあるように。
会衆/汝の霊と共にあるように。
あるいは：
司式者、会衆/父と子と聖霊のみ名によって。
会衆/アーメン。
司式者、会衆/われらの救いは主のもとにあり。
会衆/主は天と地を創造された。
- 礼拝準備祈祷
司式者/神と他の人々と共に、我々は平和を希求する。
神の憐れみの下で、我らは待ち望む。語られた言葉、受難と死を鑑みて、我らはイエス・キリストを信頼する。
心を落ち着かせて、我らは罪の赦しを願う。
神よ、汝から離れ、他者からも逃げた我らを受け入れ給え。
我らが平和を追い求めることを赦し願う。
- 罪の告白
司式者/聖なる神の前で、思いと言葉と行為において罪を犯したことを、我らは告白する。
それゆえ、神の憐れみにより頼み、イエスの御名において罪の赦しを願う。
会衆/全能なる神は我らを憐れみ、我らの罪を赦し、永遠のいのちに導き給う。
司式者/神よ、我らの罪を赦し、自由な心で汝に仕え、我らの主イエス・キリストによって汝を讃えることを受け入れ給え。
あるいは：
全能の憐れみ深き神は我らの罪を赦し給う。
会衆/アーメン。
- 礼拝開始の讃美歌：司式者・会衆/共に歌唱
- 詩編朗読：
司式者/詩編日課朗読
- グロリア・パトリ(栄唱) 
司式者・会衆/父と子と聖霊に栄光あれ、はじめも今も後も、とこしえに。アーメン(歌唱)　
通常はEG 177の曲で歌う。日本では讃美歌21の25番に収録。
- 歎願(キリエに相当)
司式者/ 神を信ず。
会衆/主よ、憐れみたまえ
キリストよ、憐れみたまえ
主よ、憐れみたまえ。
- 賛美(グロリアに相当)
司式者/神を讃えます。 
会衆/天には栄光、神にあれ、
地には平和、御心に適う人にあれ。

- 主日の祈祷
司式者/我らのために、祈ります。
司式者/主日の祈祷/62の主日祈祷文が制定されている。
会衆/アーメン。

【宣教と信仰告白】
- 聖書朗読
- 旧約聖書日課　　
司式者/会衆/旧約聖書日課朗読
- 使徒書聖書日課　　
司式者/会衆/使徒書聖書日課朗読
- 聖書日課後のことば
１．司式者/主の言葉は真実であり、主は約束を守り給う。
２．司式者/聞く耳を持つ者は聞きなさい(マルコによる福音書第4章9節)。
３．司式者/神の言葉を聞き、守る者たちは幸いなり(ルカによる福音書第11章28節)。
- ハレルヤ唱(受難節にはアーメンのみ)
会衆/ハレルヤ、ハレルヤ、ハレルヤ（歌唱）
あるいは：会衆/アーメン。
あるいは：沈黙祈祷
あるいは：音楽演奏
- 信仰告白　祝祭日において、ニケア信条を用いる。
司式者/我らの信仰告白でもって、神を賛美します。
会衆/我らは唯一の神、全能の父、天と地、
あらゆる目に見えるもの、見えざるものの創造主を信ず。
唯一の主イエス・キリストを我らは信ず。あらゆる時代に先立って父より生まれし神のひとり子、
神よりの神、光より光、真の神の真の神、造られずに生まれ、神と同じ存在であり、あらゆるものは主により造られ給う。
我ら人類のために、我らの救いのために、天から下り、聖霊によりおとめマリアより肉体を得て人となり給う。
我らのためにポンテオ・ピラトの下で十字架につけられ、
苦しみを受け、埋葬され、聖書にあるように三日目によみがえり、天に昇られ給う。
父の右に座し、生きる人と死にたる人を決めるために、栄光につつまれて再び来たり給わん。その支配は永遠なり。
我らは主にもとで、いのちを与える聖霊を信ず。
聖霊は父と子から生まれ、父と子と共に拝され、賛美され、預言者により語られ給う。
我らは唯一の聖なる使徒たちのキリスト教会を信ず。
罪の赦しになる洗礼を我らは認め、死者のよみがえりと来るべき世のいのちを待ち望む。
- 主日説教前の讃美歌

【説教】
- 説教檀からの挨拶
牧師/神の平和が汝らすべてにあるように。
会衆/アーメン。
あるいは：
牧師/主が汝らと共にあるように。
会衆/御霊と共におられるように。
あるいは：
牧師/平和なる神が汝らすべてと共におられるように(ローマの信徒への手紙第15章33節)。
- 牧師による説教箇所の聖書朗読
- 説教前祈祷
１．司式者/主よ、我らに正しく聴き、語る力を与え給え。
２．司式者/主よ、汝の言葉を理解し、従えるように助け給え。
- 説教
- 説教壇からの祝福
牧師/人知を越えた神の平安は、キリスト・イエスにあって、汝らの心と想いを
守りくださる(フィリピの信徒への手紙第４章7節)。
会衆/アーメン。
- 沈黙祈祷
あるいは：オルガン演奏
- 説教後の賛美歌

【祈祷】
- 席上献金
- 献金感謝のいのり
3．司式者/神よ。汝はあらゆる善き賜物を与えます。
神を前にして、日々共に生きていくため、善き賜物のしるしとしてのパンと葡萄酒を置かれます。
キリストよ。パンと葡萄酒で汝の現存を祝います。
汝によって、我らは互いに結びつけられています。
われらが生き、得たものすべてにより、聖霊を呼び起こします。
神への賛美である捧げものを聖なるものに。
4．司式者/主よ、汝がたたえられますように。
汝はあらゆる善き賜物を与えます。
我らは受け取った賜物を持ちより、汝に立ち戻ります。
乏しきものでありますが、お役立ててください。
これは我ら人間を配慮する愛のしるしでもあります。
我らの神である主よ。汝がたたえられますように。
この地上における収穫による労働の成果であるパンを、
汝は我らに与えます。
受け取った賜物によって、我らは汝の下に立ち戻ります。
このパンが我らにとって生命のパンになるように祈ります。
主なる我らの神よ。汝がほめたたえられますように。
ブドウの木から人間の労働によって採取した葡萄酒を、汝は我らに与えます。
受け取った賜物によって、我らは汝の下に立ち戻ります。
この葡萄酒が我らにとって救済の飲み物になるように祈ります。
永遠に、神が賛美されますように。
- 洗礼、結婚、葬儀日程の告知
- 代願祈祷(とりなしの祈り) 
司式者/我らのために祈ります
司式者/代願祈祷(とりなしの祈り) 
沈黙の祈り。
- 罪の告白：礼拝開始時の準備祈祷後に罪の告白がおこなわれなかった場合、
ここでおこなわれる。
- 聖餐の讃美歌

【 聖餐　】
- 感謝の祈り( sursum colluda ) / 
司式者/主の平安が汝らと共にあらんことを
会衆/御霊も共おられるように(歌唱)
司式者/汝ら、心を高く挙げん
会衆/主に向かい心を高く挙げん(歌唱)
司式者/主なる神に感謝を捧げよ
会衆/感謝はふさわしく、正しいもの(歌唱) 
司式者/主は、全能の父であり、永遠の神であり、
我らの主イエス・キリストによって語られることはあらゆる時代、全地において、真理であり、感謝すべき正しきものである。
イエス・キリストは罪の赦しを約束し給う。
汝の恩恵によって、我らは正しき存在になり、新しい生命と導かれ給う。
それゆえ、御使いたちは汝の栄光を賛美し給う。
力ある御業を祈り、その勢いを恐れ敬う。
天の御使いたちは皆喜びの声で、汝を誉めたたえる。
我ら声を共にして、主をほめたたえて歌い給う。
- サンクトゥス(歌唱)
会衆/聖なる、聖なる、聖なる万軍の主。
主の栄光は天と地に満つ。天にはホーサーナ。
主の御名によって来られる方を讃えよ。天にはホーサーナ。
- 聖餐制定
 司式者/私たちの主イエス・キリストは苦しみを受ける前夜、パンを取り、感謝し、これを裂き、弟子たちに与えて言われました。
「取って食べなさい、これはあなた方のための私のからだである。私の記念のためこれをおこないなさい」
 食事の後、杯を同じ様にして弟子たちに言われました。
「取って、飲みなさい。これは罪の赦しのため、あなたがたのために流す私の血における新しい契約である。
私の記念のためこれをおこないなさい」
- 聖餐制定後の応唱
 司式者/信仰の神秘
会衆/主の死を我らが宣べ伝え、主の蘇りを賛美せん、主が栄光に満ちて来られるまで
- 主の祈り 
 会衆/天の父よ。
汝の名が讃えられますように。
汝の国が来ますように。
御心が天と同じくこの地においても成されることを。
我らの日々のパンを今日も与え給え。
我らに罪を犯す者たちを我らが赦すように、
我らの罪も赦し給え。
我らを試みに会わせず、悪から救い給え。
国と、力と栄光も永遠に汝のものなり。アーメン。
- 神の子羊(アグヌス・デイ)  
会衆(歌唱)/世の罪を取り除く神の子羊、キリストよ。我らを憐れみ給え。
世の罪を取り除く神の子羊、キリストよ。我らを憐れみ給え。
世の罪を取り除く神の子羊、キリストよ。平和を与え給え。アーメン
- 平和の祈り
 司式者/主の平和が汝らと共にあるように。
他者に敵対する者が存在しないように。
キリストが汝らを受け入れ罪を赦したように、
他者に心を閉ざすことのないように。
あるいは：
司式者/主の平和が汝らと共にあるように
会衆/主と共に平和があるように
- 平和の挨拶
 司式者/互いに、平和と和解のしるしを示しましょう。
会衆/隣席の者と挨拶や握手をおこなう。
- 配餐
イエス・キリストの体であるパン(Hostie-聖餅、ホスチア)とイエス・キリストの血である葡萄酒が陪餐者に祭壇前で与えられる。
- 配餐のことば
 牧師/汝のために与えられたキリストのからだ。
 牧師/汝のために流されたキリストの血
- 感謝歌唱
司式者/ 主に感謝せよ、主は慈しみ深い。
会衆/主の恵みは永久に絶えることが無い、ハレルヤ
- 洗礼、結婚、葬儀日程の告知
- 聖餐感謝の祈り
司式者/聖餐感謝のことば
- 代願祈祷(とりなしの祈り) 聖餐前におこなわれなかった場合、ここで代願祈祷(とりなしの祈り)がおこなわれる。
司式者/我らのために祈らん
司式者/代願祈祷(とりなしの祈り) 
会衆/アーメン。

【祈祷と祝福】
- 礼拝終了賛美歌
- 説教壇からの告示(消息報告、教会行事報告、案内)
- 派遣の言葉
司式者/主の平安のうちに行きましょう！
会衆/神に感謝、永遠に！
- 祝福
司式者/主があなたを祝福し、あなたを守られるように。
主が御顔をあなたに向けて、あなたを照らして、あなたに恵みを与えられるように。
主があなたに御顔を上げられ、平安を賜りますように！
会衆/アーメン
- オルガン後奏